# Xenia stellifera
Xenia stellifera är en korallart som beskrevs av Verseveldt 1977. Xenia stellifera ingår i släktet Xenia och familjen Xeniidae. Inga underarter finns listade i Catalogue of Life.